# Ignacio Gómez de Liaño
Ignacio Gómez de Liaño Alamillo (Madrid, 1946) es un escritor, filósofo, traductor y profesor universitario. Algunos han considerado su producción como una referencia cultural dentro del panorama hispano actual. Poeta experimental, miembro fundador de la Cooperativa de Producción Artística y Artesana. Participó como coordinador del Seminario de Generación Automática de Formas Plásticas del Centro de Cálculo. Miembro de una familia hidalga procedente de Peñaranda de Bracamonte, su obra sobre Salvador Dalí fue elogiada por el pintor. En la universidad, fue discípulo de Francisco Rodríguez Adrados y de José Luis Pinillos.

## Currículo Académico
- Licenciado y doctorado en Filosofía y Letras en la Universidad Complutense de Madrid.
- Profesor de Estética y Composición en la Escuela Superior de Arquitectura de la Universidad Politécnica de Madrid (1962-1972).
- Profesor de Filosofía y Metodología de las Ciencias Sociales en la Universidad Complutense de Madrid (1975-1997).
- Profesor visitante en la Universidad de Estudios Extranjeros de Osaka (Japón) (1984-1985).
- Profesor visitante en la Universidad de Estudios Extranjeros de Pekín (China) (1989-1990)

Es colaborador en prensa. Lo ha hecho en ABC, El País, El Mundo y otros periódicos y revistas especializadas.

## Obra
Su obra abarca diversos campos, como el filosófico, el sociológico o el literario.
A continuación se señalan las primeras ediciones. Muchas de estas obras han tenido sucesivas ediciones hasta la actualidad.
- El eclipse de la civilización (2023)
- Filosofía y Ficción (2020) www.edalibros.com
- Libro de los artistas (2016)[11]
- El reino de las luces, Carlos III (2015)[12][13]
- En la red del tiempo 1972-1977 (2013)
- Carro de noche (2010)
- La variedad del mundo (2009)
- Recuperar la democracia (2008)
- Hipatia, Bruno, Villamediana. Tres tragedias del espíritu (2008)
- Extravíos (2007)
- Breviario de filosofía práctica (2005)
- ABC de la signatura electrónica (2005)
- El camino de Dalí (diario personal 1978-1989) (2004)
- El diagrama del primer evangelio]' (2003)
- Sobre el fundamento (2002)
- Iluminaciones filosóficas (2001)
- Filósofos griegos, videntes judíos (2000)
- Musapol (1999)
- En colaboración con Cavallé Cruz, Mónica y Vélez de Cea, Abraham: Hinduismo y Budismo (1999)
- El círculo de la sabiduría, II (1998)[14]
- El círculo de la sabiduría, I (1997)
- Giordano Bruno: Expulsión de la bestia triunfante. De los heroicos furores (1994)
- Paisajes del placer y de la culp (1990)
- La mentira social. Imágenes, mitos y conducta (1989)
- Gómez de Liaño|Poemas (1989)
- Palabra y terror (1987)
- Athanasius Kircher: itinerario del éxtasis o las imágenes de un saber universal (1985)
- Gómez de Liaño|José Hernández (1984)
- La caza de Acteón (1984)
- El idioma de la imaginación. Ensayos sobre la memoria, la imaginación y el tiempo (1983)[15]
- Mi tiempo. Escritos de arte y literatura (1983)
- Gómez de Liaño|Arcadia (1981)
- Nauta y Estela (1980)
- La sensorialidad excéntrica (1975)
- Los juegos del Sacromonte (1975)[16]
- Giordano Bruno: Mundo, magia, memoria (1973)
- Poesía experimental (1968)